# Bloch Mózes
Bloch Mózes (Ronsperg, Csehország, 1815. február 2. – Budapest, 1909. augusztus 10.) rabbi, hebraista, bibliafordító, tanár.

## Élete
Kora ifjúságában talmudot tanult, majd Nagytapolcsányba került nagybátyjához, rabbioklevelét kora legelőkelőbb tudósaitól szerezte meg, nevezetesen nagyatyjától, a Semen Rokeach című mű szerzőjétől, nagybátyjától, a Sááré Torá című mű szerzőjétől és a híres prágai főrabbitól, Rappaport Salamon Judástól. A világi tudományokban is kellő jártasságra tett szert. Első állása Wottiz község, ide 24 esztendős korában kerül, 12 évet tölt itt, majd négy évig Mestecbe kerül, 1856-ban pedig utolsó rabbi állomáshelyére, Leipnikba, hol 21 évig működött. Itt éri 1877-ben a budapesti Országos Rabbiképző Intézet meghívása. Az akkor megnyílt Rabbiképző meghívását elfogadván, ott a talmudi és a szertartástani tárgyakat adta elő. Egész működési ideje alatt az intézet tanárkarának elnöke volt. Kettős ünnepeltetésben volt itt része. 80. születésnapján, majd a 90-iken, mikor is tanítványai héber- és magyar nyelvű ünnepi irattal tisztelték meg (Budapest, 1905). A magyar zsidóság egyik legkiválóbb talmudikus tekintélyét tisztelte benne. Számos tudományos munkája a mozaikó-talmudikus joggal foglalkozik, legnagyobb munkája a zsidó institúciókról szól és három részből áll.

## Legfontosabb művei
- Die Institutionen des Judentumsnach der inden talmudischen Quellen augegebenen geschichtlichen Reihenfolge geordnet und entwickelt (I-III);
- A Mozaiko-Talmudi rendőri jog (Budapest, 1879, német és angol nyelven is)
- A polgári perrendtartás a mozaiko-rabbinikus jog szerint (Budapest 1882, németül is)
- Az etika a haláchában (Budapest, 1886, németül is)
- A mozaiko-talmudikus örökösödési jog (Budapest, 1890, is)
- A szerződés a mózesi talmudi jog szerint (Budapest, 1893, németül is)
- A mózesi talmudi birtokjog (Budapest 1897, németül is)
- A gyámság a mózesi talmudi jog szerint (Budapest, 1904, németül is)
- Rabbi Meir's von Rothenburg bisher unedirte Responsen (Berlin, 1891)

## Jegyzetek

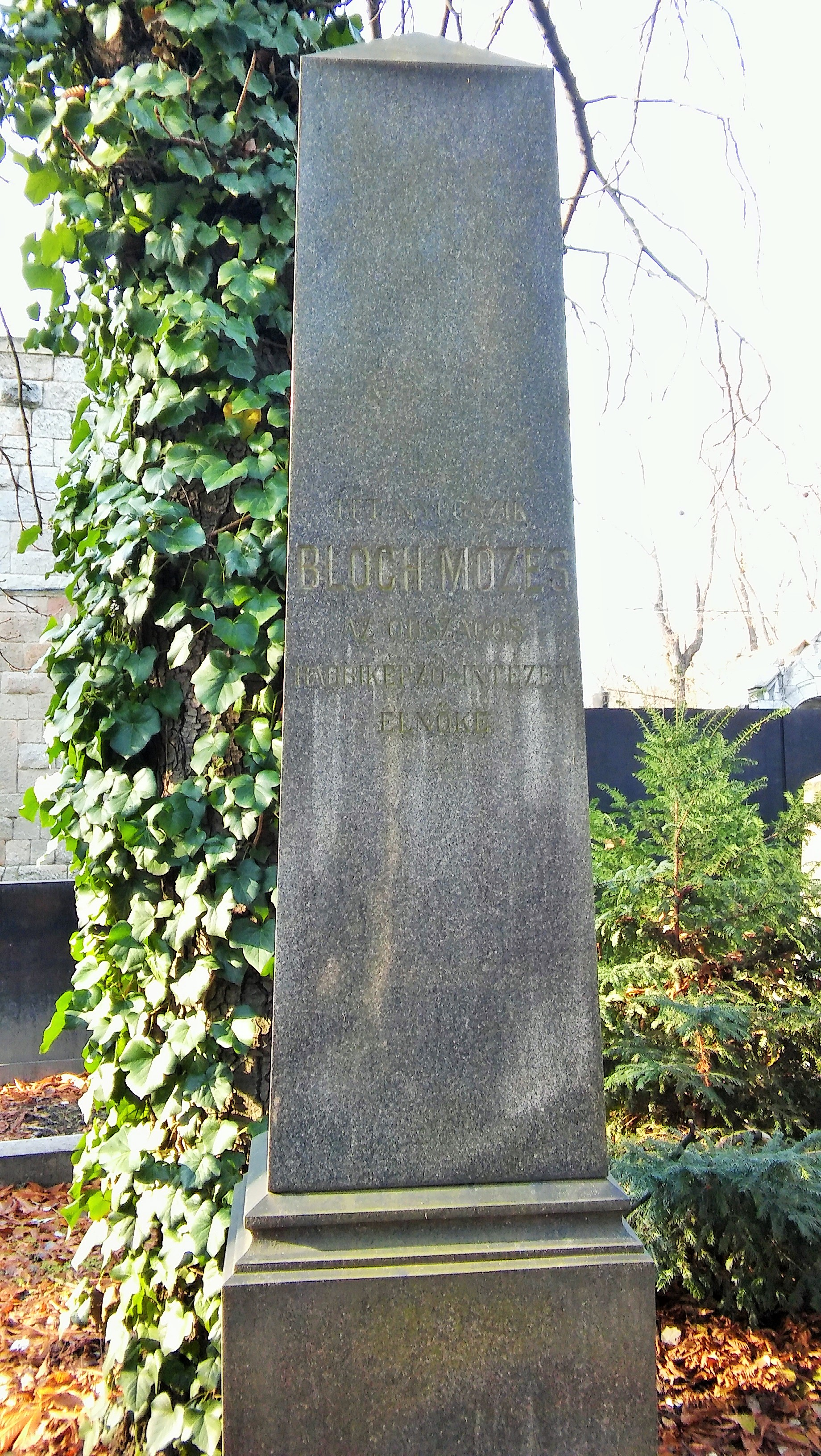
Síremléke